# The Early November
The Early November — американская рок-группа из Нью-Джерси, США. Коллектив был образован в 2001 году и подписал контракт с Drive-Thru Records в 2002 году. По состоянию на 2018 год они выпустили два EP: For All of This (2002) и The Acoustic EP (2005). Группа также выпустила шесть полноформатных альбома: The Room Too Cold (2003), тройной альбом The Mother, the Mechanic and the Path (2006), In Currents (2012), Imbue (2015) и Lilac (2019). Их последний альбом, Twenty, был выпущен в октябре 2022 года. В настоящее время у группы контракт с лейблом Pure Noise.

## История

### Создание группы и For All of This EP (1999—2002)
Группа была создана вокалистом и гитаристом Артуром Эндерсом, басистом Серхио Анелло, барабанщиком Джеффом Куммером и гитаристом Джимом Сакко в Хаммонтоне, Нью-Джерси. Вместе они записали демо из пяти песен в подвале Эндерса и отправили его вместе с плохо отредактированной видеокассетой только одному лейблу — Drive-Thru Records.
И Сакко, и Анелло покинули группу по личным причинам и были заменены Стивом Наковичем (гитара) и Майком Клемашем (бас). Группа связалась с основателем Drive-Thru Ричардом Рейнсом, который согласился встретиться с группой. По возвращении в родную для лейбла Калифорнию Рейнс обсудил возможное подписание контракта с группой с совладельцем Drive-Thru Стефаном Рейнсом. Пока лейбл размышлял, подписывать ли контракт с группой или нет, в коллективе произошло изменение в составе. Анелло вернулся в группу, заменив Клемаша, а Джо Марро сменил Наковича. Спустя несколько недель Drive-Thru подписали контракт с группой. Несмотря на отсутствие у коллектива сценического опыта, лейбл помог молодым музыкантам выступить на известных в США рок — фестивалях Skate and Surf Fest и Warped Tour в 2002 году.
Марро покинул группу перед записью дебютного EP For All of This и был заменен Джоном Дубицким. EP вышел на Drive-Thru Records в декабре 2002 года. Спустя два месяца после выхода EP, Эндерс записал The Acoustic EP самостоятельно, представив акустические версии большинства песен дебютного ЕР группы. В это же время гитарист Марро вернулся в коллектив вместо недавно присоединившегося к группе Дубицкого.

### Первый успех и The Room’s Too Cold (2003—2005)
В апреле и мае 2003 года группа отправилась в тур по США с группой Brand New. В течение 2003 года группа продолжала гастролировать и писать песни в рамках подготовки к своему первому полноформатному CD The Room’s Too Cold, который был выпущен осенью того же года.

### Тройной альбом и перерыв в творчестве (2006—2010)
Во время записи тройного альбома группы The Mother, The Mechanic, The Path гитарный техник Билл Лугг присоединился к коллективу в качестве третьего гитариста.
The Mother, The Mechanic, The Path был выпущен 11 июля 2006 года. Впоследствии альбом дебютировал под номером 31 в музыкальном чарте Billboard 200 в течение недели, заканчивающейся 21 июля. Этот альбом группы занял самую высокую позицию в чартах за всю историю существования коллектива.
13 марта 2007 года на официальном веб-сайте группы было опубликовано сообщение, что коллектив устроит перерыв в своем творчестве на неопределенный срок после их весеннего тура. Последнее шоу коллектива состоялось 6 мая на фестивале Bamboozle в Нью-Джерси.
В мае 2009 года Куммер опубликовал в своем Твиттере информацию, что он и Эндерс собираются обсудить вопрос о том, как собрать группу обратно. Однако неделю спустя Эндерс опроверг это заявление, отвечая на комментарии пользователей соцсети, он заявил: «Похоже, что большинство из вас теперь понимают, что комментарий Джеффа на прошлой неделе о возвращении группы был неверным, но ответы, которые я видел, заставили меня задуматься».
Ходили слухи, что Эндерс и Анелло планируют сыграть песни The Early November в рамках их совместного турне в поддержку сольного альбома Эндерса I Can Make a Mess, like Nobody’s Business летом 2009 года. Впоследствии эта информация оказалось правдой.
22 июня 2011 года Эндерс и Куммер объявили, что 10 сентября The Early November выступит с концертом на The Electric Factory в Филадельфии, штат Пенсильвания. Это было первое совместное шоу коллектива за последние 4 года, на которое были распроданы все билеты. В ноябре того же года на одном из концертов группа публично заявила, что записывает новый альбом на студии звукозаписи Эндерса под названием The Living Room.
Однако спустя несколько дней было объявлено, что группа подписала контракт с Rise Records, и свой первый альбом после шестилетнего перерыва коллектив выпустит весной 2012 года. Затем на официальном веб-сайте группы было объявлено, что новый альбом планируется выпустить под названием In Currents 10 июля 2012 года. Альбом вышел в срок и дебютировал под номером 43 на Billboard 200.

### Альбомы Imbue and Lilac (2013-2019)
12 мая 2015 года группа выпустила свой четвертый студийный альбом Imbue. Первым треком с альбомом стала композиция Narrow Mouth. В июле 2018 года было объявлено, что 5-й студийный альбом под названием Lilac выйдет осенью. Однако в ноябре группа сообщила в Твиттере, что альбом был перенесен на 2019 год. В июле 2019 года группа объявила, что альбом Lilac выйдет 27 сентября 2019 года.

### Twenty (2020-настоящее время)
Пятый альбом группы Twenty, является данью уважения прошлому и настоящему группы. Данный альбом был выпущен через двадцать лет после их первого EP For All of This. Альбомы вышел 14 октября 2022 года на пластинках и CD.

## Участники группы

### Нынешние участники
- Артур Эндерс — вокал, гитара, фортепиано (2001—2007, 2011 — настоящее время)
- Джозеф Марро — гитара, клавишные, фортепиано, (2002—2007, 2011—2019)
- Билл Лугг — ведущая гитара (2006—2007, 2011 — настоящее время)
- Серхио Анелло — бас-гитара (2001—2007, 2011 — настоящее время)
- Джефф Куммер — ударные, перкуссия (2001—2007, 2011 — настоящее время)
- Нейт Сандер — ударные, перкуссия (2011 — настоящее время)

### Бывшие участники
- Джон Дубицки — ведущая гитара (2001—2006)
- Стив Накович — клавишные, фортепиано, бэк-вокал (2001—2002)
- Майк Клемаш — бас-гитара (2001)
- Джим Сакко — барабаны, перкуссия (2001)

## Дискография

### Студийные альбомы
- The Room’s Too Cold (2003)
- The Mother, the Mechanic, and the Path (2006)
- In Currents (2012)
- Imbue (2015)
- Lilac (2019)
- The Early November (2024)

### EP
- For All of This (2002)
- The Acoustic EP (2003)
- The Early November/I Am the Avalanche (2005)

### Демо альбомы
- The 5 Song EP
- So This is Fun?
- An Excellent Attempt at Next to Yousim

## Другие проекты участников группы
Артур Эндерс
- I Can Make a Mess Like Nobody’s Business
- Ace Enders and A Million Different People
- Clear Eyes Fanzine

### Джефф Куммер
- Man Overboard
- Your Sweet Uncertainty
- I Can Make A Mess Like Nobody’s Business
- Jeff Kummer

### Джозеф Марро
- Joseph Marro and The Hum Drum
- Hellogoodbye (2008—2012)

### Билл Лагг
- I Can Make A Mess Like Nobody’s Business

### Серхио Анелло
- Everyone Knows
- Ace Enders and A Million Different People